# Stenochironomus pannus
Stenochironomus pannus är en tvåvingeart som beskrevs av Art Borkent 1984. Stenochironomus pannus ingår i släktet Stenochironomus och familjen fjädermyggor. Inga underarter finns listade i Catalogue of Life.